# Okřesaneč
Okřesaneč – gmina w Czechach, w powiecie Kutná Hora, w kraju środkowoczeskim. Według danych z dnia 1 stycznia 2014 liczyła 203 mieszkańców.